# Björn Bolling
Björn Bolling (* 1936) ist ein schwedischer ehemaliger Fußballtrainer. Er ist insbesondere als Autor diverser Fachpublikationen in Schweden bekannt.

## Werdegang
Bolling spielte in den 1950er Jahren bei AIK als Torwart, kam aber nicht über die Reservemannschaft hinaus. Anfang der 1970er Jahre übernahm er das Traineramt bei Älvsjö AIK, den er in der zweithöchsten Spielklasse betreute. 1975 wechselte er zu Hammarby IF in die Allsvenskan. Die langjährige Fahrstuhlmannschaft etablierte sich unter seiner Leitung in der höchsten Spielklasse. Mit der Mannschaft um Kenneth Ohlsson, Jan Sjöström, Mats Werner und Billy Ohlsson erreichte er 1977 das Endspiel um den Landespokal. Gegen Östers IF ging das Spiel jedoch mit einer 0:1-Niederlage verloren. Nach drei Spielzeiten verließ er den Klub und übergab das Traineramt an den vormaligen Spieler Tom Turesson. Später war er als Trainer bei Gefle IF tätig und 1985 nochmal für eine Spielzeit für die Wettkampfmannschaft von Hammarby IF zuständig.
Bollings publizierte insbesondere zur Didaktik des Ballspielens. Dazu verfasste er teilweise generelle Schriften, andererseits aber auch Bücher zu speziellen Sportarten. Einzelne Bücher gehören zur grundlegenden Literatur an der Gymnastik- och idrottshögskolan.